# Suburbia (Lied)
Suburbia ist ein Lied des britischen Synthiepopduos Pet Shop Boys. In einer neu abgemischten Version des Songs wurde es als die vierte Single aus dem Album Please (1986) veröffentlicht.
Der Song war der zweite Top-Ten-Hit des Duos im Vereinigten Königreich (UK Singles Chart), er erreichte Platz acht.

## Übersicht
Die Hauptinspiration zu dem Lied kam durch den Film Suburbia – Rebellen der Vorstadt (1984) von Penelope Spheeris und seine Darstellung von Gewalt und Elend. Die Unruhen in Brixton 1981 und 1985 brachten Neil Tennant dazu, über die Langeweile und die ihr zugrundeliegenden Spannungen in Vorstädten nachzudenken. Brixton allerdings ist ein sehr lebendiger Stadtteil im Zentrum von London und in etwa das Gegenteil von einem typischen Vorort.
In den verschiedenen Versionen des Liedes kann man Gewalt, klirrendes Glas und knurrende Hunde (verstärkt im Musikvideo) hören.

## Musikvideo
Das Video wurde unter der Regie von Eric Watson gedreht und zeigt Aufnahmen des Duos in einem Vorort von Los Angeles, als sie wegen der damaligen MTV Video Music Awards in der Stadt waren. Im Video wechseln eher unschöne Aufnahmen von teilweise aggressiven Rottweiler-Hunden, herumhängenden männlichen Jugendlichen und einem verlassen herumstehenden, durch Vandalismus beschädigten Omnibus mit eher positiv wirkenden Bildern von gepflegten US-amerikanischen Vorstadtvillen, fröhlichen Kindern und entspannten, sehr leger gekleideten Anwohnern, die eher fröhlich und freundlich auf der Straße zusammenstehen, sowie mit Bildern der Musiker in einem mit Umzugskartons und anderem Hausrat vollgestellten Wohnzimmer, die gemeinsam mit einem Schäferhund teilweise apathisch auf einem Sofa sitzen und mit einer Spraydose und einem Baseballschläger typischen frustrationsbedingten Jugendvandalismus andeuten.

## Titelliste

### 7″: Parlophone / R 6140 (UK)
1. Suburbia (New version) – 3:59
2. Paninaro – 4:37

### 2× 7″: Parlophone / RD 6140 (UK)
1. Suburbia (New version) – 3:59
2. Paninaro – 4:37
3. Love Comes Quickly [Shep Pettibone Mastermix] (Early Fade) – 06′12″
4. Jack the lad – 4:30
5. Suburbia Pt. Two – 2:20

### MC: Parlophone / TC R 6140 (UK)
1. Suburbia (New version) – 3:59
2. Paninaro – 4:37
3. Jack the Lad – 4:30
4. Love Comes Quickly [Shep Pettibone Mastermix] – 7′34″

### MC: Parlophone / TR 6140 (UK)
1. Suburbia (The Full Horror) – 8:55
2. Paninaro – 4:37
3. Jack the Lad – 4:30
4. Love Comes Quickly [Shep Pettibone Mastermix] (Even Earlier Fade) – 05′31″

### 12″: Parlophone / 12 R 6140 (UK)
1. Suburbia (The Full Horror) – 8:55
2. Paninaro – 4:37
3. Jack the Lad – 4:30

### 12″: EMI America / V-19226 (US)
1. Suburbia (The Full Horror) – 8:55
2. Suburbia (New version) – 3:59
3. Jack the Lad – 4:30

### 12″: EMI America / SPRO-9925/9926 (US)
1. Suburbia [Arthur Baker Club Vocal Mix] – 7′02″
2. Suburbia [Arthur Baker Dub/Version] – 7′57″

- Promo only Arthur Baker remixes
- Suburbia (New version, The Full Horror and Part Two remixed by Julian Mendelsohn)

## Charts
Die Single erreichte in Belgien (Ultratop 50) und Polen (LP3) Platz 1 und in den Niederlanden (Dutch Charts), Spanien (AFYVE) und in Deutschland (Offizielle Deutsche Single-Charts) Platz 2.